# Kobaiano
Il kobaiano è una lingua artificiale inventata da Christian Vander, batterista e fondatore del gruppo musicale Magma. Vander ha concepito il kobaiano come una specie di lingua universale: si tratta di un immaginario linguaggio extraterrestre parlato dalla popolazione del pianeta immaginario Kobaïa. Quasi tutte le composizioni di Vander sono cantate in questa lingua.

## Origine
La creazione del kobaiano è contestuale alla formazione del gruppo dei Magma (fine anni '60) e procede, nello spirito di Christian Vander, di pari passo all'evoluzione musicale-stilistica della band.
Verso la fine degli anni sessanta del XX secolo, Christian Vander aveva iniziato ad allontanarsi dal mondo del Jazz francese di cui deplorava l'inerzia e criticava lo spirito poco innovativo. Infatti il carattere d'improvvisazione del Jazz non era adatto a ciò che tentava di esprimere: gli necessitava un tipo di musica molto strutturata e “densa”, adatta a rendere il travaglio che l'aveva preceduta, frutto di numerosi mesi di riflessione in cui «le energie si perdevano in mille idee differenti». Il kobaiano era parte di questa strutturazione, perché, come Vander l'affermò all'epoca, questa constatazione valeva tanto per la musica quanto per il linguaggio.
Profondamente segnato dalla musica di John Coltrane, deceduto qualche anno prima, Vander stimava necessario iniziare anche in Europa un movimento che facesse eco all'opera del musicista americano: voleva «servire, con la sua batteria, una musica motivata.»
Poiché la ricerca di Coltrane è fondamentalmente religiosa, anche Christian Vander, al ritorno da un soggiorno in Italia, ha affermato d'aver conosciuto in una certa misura l'illuminazione. A quell'epoca, definiva l'artista come un recipiente pieno che conveniva svuotare per «lasciarvi entrare le cose meravigliose dell'universo [...] lasciare penetrare [in sé] le intelligenze superiori, lasciare parlare le forme superiori.»
In quest'ottica, il Kobaiano è stato concepito da Vander come un linguaggio da lui definito «organico» in opposizione, ad esempio, all'esperanto, che qualifica «intellettuale». La creazione del Kobaiano costituisce un tentativo di ritorno «alla vera sorgente» «dal più profondo». Si tratta di ritrovare una sorta di spontaneità originale andata perduta, di rinominare veramente le cose. E Vander aggiunge: «Per la musica è la stessa cosa, bisogna lasciarla venire, bisogna lasciarsi penetrare.»
Questo progetto appare inserirsi perfettamente nella ricerca della Lingua adamitica. Tuttavia il cammino di Vander è essenzialmente istintivo, lui appoggia la sua creazione musicale su un'autentica cultura personale, abbordando la linguistica in maniera assai più spontanea. La sua fede è una realtà trascendente che tenta di esprimere attraverso la musica, che lo porta a fare lo stesso col Kobaiano le cui sonorità vorrebbero essere semplicemente il riflesso autentico di questa realtà. Si può parlare, in una certa misura, di un fenomeno di Glossolalia cosciente: Christian Vander inventa le parole Kobaiane a misura della composizione musicale, in seguito ad una sorta di bisogno imperioso, senza deliberata creazione da parte sua. Prova, al contrario, l'impressione di «ricevere» le parole in tempo utile e di trovare loro un significato a posteriori, a volte anche molti mesi dopo, in funzione del contesto. Nei primi tempi dei Magma, la motivazione della creazione del Kobaiano è presentata da Christian Vander come quasi esclusivamente eufonica. Se aveva creato il Kobaiano, era perché, diceva: «trovavo l'inglese un po' debole, il francese assai inespressivo [...] quanto a intonazioni, ed ho voluto creare una lingua veramente viva [...] la vera lingua del cuore.»

## Esempio
Primi versi di «Da Zeuhl Ẁortz Mëkanïk», dall'album Mëkanïk Dëstruktïẁ Kömmandöh:
Hortz fur dehn Štëkëhn Wešt

Hortz zï wëhr dünt Da Ëhrtz

Hortz da felt dos Fünker

Hortz Zëbëhn dë Geuštaah

Hortz wirt tlaït üts Mïtlaït (4x)

Hortz fur dehn Štëkëhn Wešt

Hortz da felt dos Fünker

Hortz Zëbëhnn dëh Geuštaah

Hortz Wlasïk Kobaïa

Für mëhn fühl ëhndöh Lïtaah

Ëhndöh Lïtaah ëhndöh Lïtaah (4x)

Dö wissëndöh sïwëhn dö loï

Sïwëhn dö soï Ïüwaah sïn d/ë (4x)

Ïss ïss wïl ïss wowosëhndö (4x)

## Fonologia
La lingua ha forti consonanze con le Lingue germaniche (come evidente nell'esempio precedente), ma anche con le slave, in particolare il russo (come nel brano «Öhst» dell'album dei Magma Félicité Thösz) o latino. Il Kobaiano, a volte, può anche far pensare a certe lingue africane (vedi «Earth» sull'album Offering o «Üdü Ẁüdü» sull'album omonimo).
La onomatopee e le urla presenti nel linguaggio evocano incantesimi e atmosfere simili a quelle presenti nello sciamanesimo e nel Vudù.
L'accento assunto dai cantanti potrà variare a seconda dei brani e delle loro versioni.
Si tratta quindi soprattutto di una lingua musicale e incantatrice.

## Morfologia
La lingua è stata trascritta utilizzando un alfabeto derivato da quello latino, arricchito da numerosi segni diacritici.
La maggior parte dei segni diacritici utilizzati sono comuni nelle lingue in cui vengono utilizzati insiemi all'alfabeto latino. L'uso di ẁ (consonante Fricativa labiodentale sonora rappresenta un'eccezione). L'interpretazione dei segni diacritici in Kobaiano concorda raramente con quello delle altre lingue, quando addirittura non assume un valore contrario, come, ad esempio, la ü che ha valore di Vocale posteriore chiusa arrotondata anziché quello di Vocale anteriore chiusa arrotondata.

## Evoluzione
Contrariamente all'esperanto, altra lingua artificiale, il Kobaiano non ha vocazione ad evolversi ed a modificarsi nel tempo a causa delle influenze dei diversi utilizzatori, in quanto il Kobaiano dovrebbe essere il riflesso di una realtà trascendente, essenzialmente immutabile. Non si tratta di una lingua di comunicazione, d'altra parte questa non era la sua funzione primaria. Il Kobaiano corrisponde piuttosto, nello spirito del suo creatore, ad una lingue sacra, rivelata. Di contro, il suo lessico si arricchisce in funzione ed a misura delle nuove composizioni di Christian Vander, in cui compaiono nuovi vocaboli, ma questi apporti non possono certo essere paragonati all'evoluzione di una lingua naturale.

## Utilizzi del kobaiano da parte di altri artisti
Il kobaiano è più volte citato nel romanzo Ufo 78 del collettivo Wu Ming. In un sogno fatto nella notte tra l'8 e il 9 maggio 1978, l'equipaggio tutto femminile di un'astronave aliena si rivolge in kobaiano alla protagonista del romanzo, Milena Cravero. Un altro personaggio presente nel sogno, Jimmy Fruzzetti, dice che il kobaiano è la lingua di tutti i sogni fatti quella notte. L'altro protagonista del romanzo, lo scrittore Martin Zanka, ha come cognome il vocabolo kobaiano per "sole" o "luce".

## Lessico Kobaiano / Italiano

### A
- andaksik : scaricare.
- archïw : archivio.
- antsik : domandare.

### B
- blüm : popolo.
- bradïa : parlare.
- bünder : pilastro.
- brus : radice.

### D
- da : articolo determinativo (la, lo, i, gli, le)
- de : da.
- dë : di.
- destruktïw : distruttore
- deuhl : inondare.
- dewa : albero.
- di : il.
- dihhël : via.
- dindol : spettro.
- dö, döel : tu.
- doïa : (negazione).
- dondaï : angelo della verità.
- dewëlëss : portata, ambito.
- dreïak : ipocrisia.
- drest : scoppio.
- dros : di (eufonico).
- dün : cuore.
- dusz : tono.

### E
- eden : senza.
- egeulsik : ciclo.
- egeun : povero.
- ëk : chi, che.
- ëktah : eroe
- ëmgalaï : apocalisse.
- essi : mare.
- etnah : eredità.

### F
- falt : sorella.
- fennh : lama, lame.
- flöë : figlia.
- fu : un, uno.
- fü : a.
- fuh : a.
- funërarïum : funerario.
- fur : per.
- furwolt : mentre.
- fuẁest : aumenta.

### G
- ğensünk : compassione (io compatisco).
- geun : povero.
- glao : sangue.
- gorkeulhzennh : convulsione.

### H
- hamtaahk : odio.
- hamtaï, hamataï : saluto, salutare.
- hell, hel : vita.
- heldesz : goccia.
- hindits : fatica, faticosamente.
- hiẁeusz : vena.
- hoï : uno (1).
- host : corteccia.
- hür ! : Ti saluto !
- hummahn : umano.
- hündin : infinito.
- hurt : primo.

### I
- inwa : attendere.
- ïnstaï : costante.
- is : come.
- ïtah : terra.

### K
- kahnt : canti.
- kalain : passione.
- klawiehr : tastiera.
- kobaia : eterno.
- kommandöh : commandos.
- korusz : coro.
- kosmïk : universo.
- krematöhm : crematorio.

### L
- lëm : rumore.
- lëmworitstëm : sprofondare.
- lah : aria.
- lantsëm : spettro.
- lantsei : fuggire.
- lidenté : fortuna.
- lihns : pioggiae.
- linsinh : trasparente.
- loff : perduto (perdere).
- lohessi : allungare.
- loï : assetato.
- lud : egli.
- luszt : perla.

### M
- mëm : in.
- malaẁëlëkaahm : incanto.
- manëh : insieme.
- meletsi : profumo.
- mennh : odore.
- met : oltre, sopra.
- meurhd/ëk : vendetta.
- meurhdëm : vendicarsi.
- muss : linfa.
- muzïk : musica.

### N
- nansei : mai.
- noszfeuhl : interminabile.

### O
- otsilennhetë : immaginario, immaginazione.

### R
- rait, raïtah : braciere, bruciare.
- reugh : mangiare.
- rinstë : prigioniero.
- rogh : scorza.
- rownah : purga.
- rugh : macina (macinare).
- runhdê : imperturbabile.

### S
- saaht : angoscia.
- setnait : seno.
- seẁolaẁen : silenzio.
- sinowi : spina dorsale.
- sïrï : grido.
- slibenli : flotta.
- s'noszfeulh : interminabile.
- soïa : notte.
- soẁïleï : stupido.
- sruhditt : urlo.
- stöht : specchio.
- stauhi : cenere.
- steuh : verso.
- straïn : strappo.
- strowis : forgiato.
- süms : niente.
- s'hündin : infinito.
- sünh : è, essere.
- sünk : sorte (destino).
- sürra : puro.

### T
- tendiwa : anima.
- theusz : tempo.
- triwen : appassire.
- tüdüwan : bugiardo.

### U
- ud : suo (possessivo).
- üd : sua, suoi.
- übea : frutto.
- umennh : respirare.
- ümdëm : océano.
- undazir : visione.
- udenstaï : privo.
- ünsaï : passato.
- urfakt : ultimo.
- urwa : violenza.
- uz : e.

### W
- walomendêm : universo.
- warreï : perché ?.
- weulh : colpo
- wï : o.
- wlasik : scusi.
- wöl : poi.
- wurdah : morto.
- wurdin : il nulla.

### Z
- zain : cervello.
- zanka : sole.
- zess : maestro.
- zeuhl : musica celeste, musica delle forze dell'universo o potenza dello spirito.
- zort : dispetto.
- zunh : suono.
- zur : tuo.